# Shu Lea Cheang
Shu Lea Cheang (en chino, 鄭淑麗; pinyin, Zhèng Shúlì) (nacida el 13 de abril de 1954) es una artista y cineasta taiwanesa-estadounidense que vivió y trabajó en la ciudad de Nueva York en las décadas de 1980 y 1990, hasta que se mudó a la zona euro en 2000. Cheang terminó una licenciatura en historia de la Universidad Nacional de Taiwán en 1976 y una maestría en estudios cinematográficos por la Universidad de Nueva York en 1979. Desde la década de 1980, como artista multimedia y de nuevos medios, ha abordado temas de estereotipos étnicos, política sexual y opresión institucional con sus experimentos radicales en los ámbitos digitales. Desarrolla narrativas de ciencia ficción en un escenario cinematográfico utilizando su imaginación artística, creando su propio género de "ciencia" ficción del nuevo cine queer. Desde ocupar su casa en el ciberespacio en la década de 1990 hasta su retiro actual para la zona BioNet posterior al colapso de la red, Cheang asume el amor viral, el bio hack en su ciclo actual de trabajos.
Durante la última década, se ha convertido en una figura destacada en el arte de los nuevos medios. Cheang es una de las principales artistas multimedia que trata temas multidisciplinarios. Se la considera una figura pionera en el arte basado en Internet, con su enfoque multimedia en la interfaz entre el cine, el video, la instalación basada en Internet, la interacción de software y la performance de larga duración. Su trabajo es a menudo interactivo. Es más conocida por su enfoque individual en el campo del arte y la tecnología, mezclando creativamente problemas sociales con métodos artísticos.
El trabajo de Cheang emplea películas, videos, instalaciones basadas en la red e interfaces para explorar "... los estereotipos étnicos, la naturaleza y los excesos de los medios populares, el poder institucional, y especialmente gubernamental, las relaciones raciales y la política sexual". Cheang también ha escrito y dirigido los largometrajes IKU y Fluidø, y ha dirigido Fresh Kill.

## Biografía
Cheang nació durante una época en que la isla de Taiwán estaba bajo la ley marcial en 1954. Desde Taiwán, Cheang se mudó a Nueva York en la década de 1980. Admitió sentirse liberada después de mudarse, y lo llamó un proceso de "autorreconocimiento y afirmación". Su carrera artística sembró y floreció en Nueva York. Poco después de mudarse a Nueva York, se unió al colectivo Paper Tiger Television y comenzó a producir programas semanales en vivo que usaban canales de acceso público para llegar a los suscriptores de cable.
Después de 20 años en Nueva York, pasó una década de un estilo de vida autoimpuesto como nómada digital que, según dice, "me liberó de los pagos fijos mensuales de alquiler, electricidad y facturas telefónicas". Vivió en Japón, Holanda, el Reino Unido, y finalmente se mudó a París en 2007, donde trabaja y reside actualmente. Cheang concluyó los 20 años que pasó en Nueva York con Brandon (1998-1999), la primera comisión/colección de arte web del Museo Guggenheim.

### Bienal de Venecia 2019
Shu Lea Cheang representó a Taiwán en la 58.ª Bienal de Venecia en 2019. Es la primera mujer en representar a Taiwán con una exposición individual. Su trabajo específico en el sitio se instaló en el Palazzo delle Prigioni, una antigua prisión frente al Palazzo Ducale en Piazza San Marco. Curada por el filósofo Paul B. Preciado, la instalación inmersiva exploró tecnologías de control generalizadas, desde la vigilancia hasta el encarcelamiento, a partir de casos históricos y contemporáneos en los que las personas fueron encarceladas debido a su género, orientación sexual o raza.

### Los Influencers 2019
En su charla para The Influencers 2019, "Genre Bending Gender Fxxxking", Cheang reflexiona sobre su accidentada trayectoria mezclando, mezclando géneros y géneros en sus prácticas artísticas multidisciplinarias, desde BRANDON (1998-1999, Museo Guggenheim), 3x3x6 (2019, Bienal de Venecia) a sus actuales proyectos en proceso, UNBORN0x9 y UKI, un cine disruptivo.

## Obras notables
Esquemas de color, es una videoinstalación interactiva de tres canales expuesta en el Museo Whitney de Arte Americano en 1990. El video presenta a personas de diferentes etnias y revela las complejas actitudes que rodean los estereotipos étnicos incrustados en la cultura estadounidense.
En 1994, Cheang dirigió la película Fresh Kill. El título hace referencia a un vertedero de basura en Staten Island. La película "imagina un paisaje post-apocalíptico sembrado de desechos electrónicos y sufriendo las repercusiones tóxicas del marketing masivo en una cultura de productos básicos de alta tecnología".
Bowling Alley, encargado por el Walker Art Center y financiado por AT&T New Art/New Visions, se exhibió en 1995. La instalación vinculó la Walker's Gallery 7, la bolera comunitaria de la ciudad (Bryant-Lake Bowl) y la World Wide Web . Bowling Alley mezcló la vida real con el ciberespacio para ilustrar las similitudes y diferencias de cómo las personas se comunican entre sí cara a cara ya través de Internet. Bowling Alley fue la primera instalación cibernética de Cheang. Cheang colaboró con otros artistas de Minneapolis para presentar un trabajo que desafió la idea de lo que es personal y público, el arte popular y las bellas artes entrelazando estas oposiciones.
Otro proyecto importante basado en la web que creó Cheang fue Brandon (1998-1999). El proyecto narrativo, de un año de duración, exploró los temas de fusión de género y tecno-cuerpo tanto en el espacio público como en el ciberespacio. El sitio recibió su nombre de Brandon Teena, un hombre trans que fue violado y asesinado en 1993 después de que se revelara su sexo biológico. Brandon fue la primera obra de arte basada en la Web encargada por el Museo Solomon R. Guggenheim . Explora la historia de Brandon Teena de una manera experimental que transmite la "fluidez y ambigüedad del género y la identidad en las sociedades contemporáneas". Además del sitio web, Brandon incluyó eventos públicos en vivo en el Museo Guggenheim, la De Waag Society for Old and New Media en Ámsterdam y la Universidad de Harvard.
Con el tiempo, a medida que evolucionaron los navegadores web, Brandon dejó de mostrarse correctamente. En 2017, la obra de arte se restauró digitalmente y volvió a estar públicamente visible en una iniciativa conjunta del departamento de conservación del Guggenheim y el departamento de informática de la Universidad de Nueva York. Brandon también apareció en Rhizome's Net Art Anthology, una exposición en línea de cien importantes obras de arte en red. Actualmente se puede acceder a Brandon en http://brandon.guggenheim.org . El proyecto fue un gran logro en la conservación del net.born art. Los navegadores web contemporáneos ya no podían reconocer gran parte del código HTML inicial que se usaba en el sitio, ni eran compatibles con los exclusivos applets de Java que se usaban para animar el texto y las imágenes. En diciembre de 2016, Conserving Computer-Based Art (CCBA), una iniciativa conjunta del Guggenheim y la NYU, obtuvo la aprobación de Cheang para restaurar la obra.
En 2000, Cheang dirigió el largometraje IKU,  una película pornográfica que, según ella, estaba inspirada en Blade Runner.  IKU fue nominado para un Premio Internacional de Cine Fantástico.

## Trabajos recientes
Locker Baby Project de Cheang (2001-2012) es un campo de juego de imágenes sónicas desencadenadas sólo por la interacción humana. Sus series de proyectos para bebés propone un escenario ficticio ambientado en el año 2030. La transnacional DPT (DollyPolly Transgency) promueve la clonación de bebés como una industria inteligente. La Generación Clon tiene la clave para desbloquear la interesfera interconectada de ME-motion (Memoria+Emoción).
- Baby Play (2001), la primera entrega emplea un campo de futbolín a gran escala. Las filas opuestas de 22 jugadores de pelota son reemplazadas por bebés de casilleros clonados de tamaño humano. El seguimiento del movimiento de la pelota recupera los datos ME (textos y sonido) depositados en los casilleros respectivos.
- Baby Love (2005), la segunda entrega consta de 6 tazas de té de gran tamaño y 6 bebés clon. Cada taza de té es una unidad móvil de conducción automática con ruedas giratorias que permiten la maniobra de dirección y la variación de velocidad. Cada bebé es un motor mac-mini situado con wifi conectado a la red depositaria de shuffles y remixes de canciones populares de amor.
- Baby Work (2012),[27] la tercera entrega designa al público que visita la galería para recolectar y reorganizar claves dispersas y componer palabras en una expresión sonora colectiva. Los participantes activos son los bebés clonados a quienes se les encomienda almacenar y recuperar datos ME.

Cheang escribió y dirigió la película de ciencia ficción de 2017 Fluidø.
En 2021, fue una de las participantes en el cortometraje documental experimental International Dawn Chorus Day de John Greyson.

## Filmografía

### Películas
- 1990 - How History Was Wounded: An Exclusive Report on Taiwanese Media (Cortometraje; director)
- 1994 - Fresh Kill (director)
- 2000 – IKU (director, guionista)
- 2000 – Love Me 2030 (Video corto; director)
- 2017 – Fluidø (director, productor, guionista)
- 2017 – Wonders Wander (director, productor, guionista)